# Тенянко Петро Володимирович
Тенянко Петро (1884, Сорочинці — 1957, Вінніпег, Канада) — член Всеукраїнських Установчих Зборів (1918), поет і педагогічний діяч.

## Життєпис
Родом із села Сорочинець на Полтавщині. По закінченні Новобузької учительської семінарії учителював у Пирятинському уїзді. 
У 1905 році працював учителем в селі Нехайки. 4 грудня 1905 року його намагалися заарештувати. Але одинадцять селян, постійних слухачів його бесід, не допустили арешту вчителя. Та пристав не відпустив. Він викликав кількох поліційних чинів із Пирятина. Селян, які чинили опір, і вчителя Петра Тенянка було заарештовано і під конвоєм відправлено до повітової Пирятинської в’язниці. Мало не рік перебували під слідством нехайківці. Нарешті 23 жовтня 1906 року відбувся суд і шістьох захисників учителя було засуджено до заслання в Архангельську губернію на три роки кожного, а п’ятьох відпустили під гласний нагляд поліції. Петро Тенянко під заставу був випущений із в’язниці, але продовжував підпільну роботу і незабаром був висланий до Сибіру.
Повернувшись із заслання у 1917 році, Петро Тенянко влітку 1918 року працює в Київській губерніальній народній управі. 
Після поразки визвольних змагань на еміграції в Польщі і Чехо-Словаччині, учився в Краківському ун-ті, по другій світовій війні в Канаді, де й помер.

## Творчість
Перші поезії надрукував 1905 в альманасі «Перша ластівка». Далі друкувався в альманахах «Розвага», «Українська Муза», «ЛНВ», «Сонцецвіт» та ін. 
Збірка поезій «До раю злотосяйного» (Черкаси, 1917). Літературознавці зустріли це видання досить критично. Як зазначає на сторінках «Книгаря», М.К.Зеров, «з усіх більших збірок поезій, що за останні місяці вийшли друком, збірка д. П. Тенянко одна з найменш інтересних», оскільки майже кожен рядок запозичений з якогось іншого поета, Г.Чупринки, Олександра Олеся чи М. Вороного: «Коли проаналізувати докладно всю збірку, то кожний вірш знайде свій прототип десь на стороні – і збірник зостанеться без фізіономії: в книзі Тенянка є механічне поєднання Олеся і Чупринки, Тенянка ж в ній, власне, нема». Незважаючи на те, що у автора є «елементарне знання мови, його вірш ллється доволі легко», рецензент наголошує на тому, що лірика другорядна і провінційна, нових тем немає, епітети невиразні, багато дієслівних рим тощо. Висновок для автора і видавця невтішний: «Д. Тенянко помилився. В його поезії «зір, знятих з неба» – нема. Взагалі – нічого різноманітного, барвистого, сміливого, небуденного»